# جائحة فيروس كورونا في فيجي
تُعد جائحة كوفيد-19 في فيجي جزءًا من الجائحة الأكبر لمرض فيروس كورونا (كوفيد-19) الذي اجتاح العالم والمرتبط بالمتلازمة التنفسية الحادة الشديدة النوع 2 (سارس-كوف-2). أبلغت فيجي عن إصابتها الأولى بالمرض في 19 مارس 2020. حتى 2 يوليو 2020، شهدت الدولة إجمالي إصابات يصل إلى 21 حالة في جزيرتي فيتي ليفو وفانوا ليفو.

## خلفية
في 12 يناير 2020، أكدت منظمة الصحة العالمية (دبليو إتش أو) عن ظهور فيروس كورونا المستجد كسبب للمرض التنفسي الذي أصاب مجموعة من الأشخاص في مدينة ووهان، مقاطعة خوبي، الصين، إذ أُبلغ عنهم إلى منظمة الصحة العالمية في 31 ديسمبر 2019.
كانت نسبة إماتة حالات كوفيد-19 أقل بكثير من السارس في عام 2003، لكنها تميزت بانتقال أكبر للعدوى، مع إجمالي وفيات هام.

## الجدول الزمني

### فبراير 2020
في 3 فبراير، شددت حكومة فيجي أمن حدودها. أغلقت الحدود في وجه المواطنين الأجانب القادمين من الصين القارية خلال 14 يوم من سفرهم المقصود إلى فيجي. فرضت إجراءات للحفاظ على بيئة صحية وفحص جميع الركاب خلال رحلة الطيران بهدف تقليص أي خطر محتمل.
في 27 فبراير، مددت فيجي حظر السفر وأعلنت عن منع دخول المسافرين القادمين من إيطاليا وإيران ومدينتي دايغو وتشونغدو في كوريا الجنوبية. من 28 فبراير، وجب إرساء جميع السفن السياحية القادمة إلى فيجي في ميناء سوفا ولاوتوكا، ومراجعة تاريخ سفر جميع الركاب إلى جانب تاريخهم الطبي.

### مارس 2020
في 15 مارس، أعلن رئيس الوزراء فرانك باينيماراما عن منع إرساء السفن السياحية في فيجي إلى جانب منع الأحداث الدولية اعتبارًا من 16 مارس. وفُرض أمر بمنع وزراء الحكومة وموظفيها من السفر إلى الخارج.
في 19 مارس، أكدت فيجي ظهور حالتها الأولى، مواطن فيجي يبلغ 27 عام سافر في خطوط فيجي الجوية. إذ عاد من سان فرانسيسكو إلى نادي في 16 مارس. في 17 مارس، سافر من نادي إلى أوكلاند وعاد منها إلى نادي في اليوم نفسه. أُحيل إلى مشفى لاوكوتا. أعلن رئيس الوزراء فرانك باينيماراما عن تمديد جديد لحظر المواطنين الأجانب الموجودين في الولايات المتحدة، بالإضافة إلى أوروبا بما في ذلك المملكة المتحدة. يجب أيضًا على جميع المسافرين الواصلين إلى فيجي أو العائدين إليها من خارج البلاد الخضوع إلى العزل الذاتي لمدة 14 يوم. في 20 مارس، أغلقت جميع المدارس والأعمال التجارية غير الأساسية في لاوكوتا في منتصف الليل، ومع ذلك، بقيت البنوك وأسواق السوبرماركت والصيدليات والأعمال التجارية الأساسية مفتوحة. أعلنت وزيرة التعليم والتراث والفنون، روزي أكبار، بالتشاور مع رئيس الوزراء عن تقديم موعد فصل العطلات المدرسية الوطني، الذي حُدد ميعاده في البداية من 20 أبريل حتى 1 مايو، إلى 23 مارس حتى 3 أبريل. علقت خطوط فيجي الجوية جميع رحلات الطيران الدولية حتى نهاية مايو، مع استثناء تقديم خدماتها مرتين في الأسبوع بين سنغافورة ونادي. أنشأت الحكومة عيادتين للحمى في لاوتوكا.
في 21 مارس، أكدت فيجي الحالة الثانية فيها، ومثلت أول حالة للانتقال المحلي من خلال اختلاط أفراد الأسرة. إذ كانت أم المريض الأول وأُحيلت إلى مشفى نادي. خضع باقي أفراد الأسرة إلى الحجر الصحي والمراقبة.
في 23 مارس، أكدت فيجي الحالة الثالثة فيها، ابن شقيق المريض الأول ذو العام الواحد من العمر. أسست الحكومة ثماني عيادات للحمى في أنحاء الدولة مع ست عيادات تعمل في ناسينو، ولاباسا، وسافوسافو ونابوالو. بينما بدأت العيادتان الأخريان العمل في لاوكوتا منذ 20 مارس.
في 24 مارس، أكدت فيجي الحالة الرابعة فيها، مواطن فيجي يبلغ 28 عام عائد من سيدني في نهاية الأسبوع وغير مرتبط مع الحالات الثلاث الأولى. خضع مع أفراد عائلته المباشرين إلى الحجر الصحي والمراقبة في مشفى نافاو. علقت خطوط فيجي الجوية جميع رحلات الطيران من سنغافورة وهونغ كونغ بعد تشديد الدولتين قيود السفر فيها.
في 25 مارس، أكدت فيجي الحالة الخامسة فيها، أنثى تبلغ 31 عام من لاوكوتا. خالطت الحالة الأولى، المسافر. أعلن رئيس الوزراء فرانك باينيماراما عن إغلاق مطار نادي الدولي اعتبارًا من 26 مارس وإيقاف جميع خدمات النقل المحلية اعتبارًا من 29 مارس.
في 26 مارس، كشف النائب العام ووزير الاقتصاد إياز سيد خيوم عن ميزانية الاستجابة لكوفيد-19.
في 27 مارس، أعلن رئيس الوزراء فرانك باينيماراما عن حظر تجول على مستوى الدولة من الساعة 10 مساءً إلى الساعة 5 صباحًا اعتبارًا من 30 مارس.
في 30 مارس، أعلنت وزيرة التعليم والتراث والفنون، روزي أكبار، عن تمديد العطلات المدرسية لمدة أسبوعين إضافيين حتى 17 أبريل.

### أبريل 2020
في 1 أبريل، أعلن وزير الصحة والخدمات الطبية، إفيريمي واكانابيت، عن تمديد الإغلاق التام في لاوتوكا حتى 7 أبريل من أجل ضمان اكتشاف جميع حالات كوفيد-19.
في 2 أبريل، أكدت فيجي حالتين فيها، زوجان من سوفا. صرح رئيس الوزراء فرانك باينيماراما أن الحالة السادسة تعود إلى امرأة تبلغ 22 عام بينما تعود الحالة السابعة إلى زوجها البالغ 33 عام. أُحيلا إلى مشفى نافاو. توافقًا مع هذا، أعلن رئيس الوزراء عن فرض إغلاق تام على سوفا اعتبارًا من 3 أبريل الساعة 5 صباحًا. بالإضافة إلى ذلك، جددت الحكومة حظر التجول الوطني الذي يستمر من الساعة 8 مساءً حتى 5 صباحًا.
في 4 أبريل، أكدت فيجي خمس حالات من لاباسا، وسوفا، ونادي ولاوتوكا. وردت حالتان في لاباسا، مواطن فيجي يبلغ 53 عام الذي شكل الحالة التاسعة، إذ ارتبطت إصابته بالحالتين السابعة والسادسة وأُحيل إلى مشفى لاباسا. وصلت الحالة التاسعة من الهند عبر سنغافورة في 22 مارس. وفشل في الخضوع إلى العزل الذاتي لمدة 14 يوم، ما رفع خطر الانتقال المجتمعي في فيجي. من المرجح حصوله على العدوى عن طريق حضور تابليجي جامات في الهند. وردت الحالة الثامنة في لاوتوكا، أنثى تبلغ 39 عام من ناتواكا. أُحيلت إلى مشفى لاوتوكا. وردت الحالة العاشرة في نادي، مواطن فيجي يبلغ 20 عام من نادوفي ذو تاريخ سفر إلى أوكلاند. وردت الحالة الحادية عشرة في لاباسا التي تعود إلى زوجة ابن الحالة التاسعة التي تبلغ 26 عام. وردت الحالة الثانية عشرة في سوفا، أنثى تبلغ 11 عام مصابة بالمرض عن طريق والديها، الحالتين السادسة والسابعة. أُحيلت إلى مشفى نافاو.
في 6 أبريل، أكدت فيجي حالتين من لاباسا ولاوكوتا. في لاوكوتا، وردت إصابة الحالة الثالثة والعشرون التي تعود إلى شقيقة الحالة الأولى في فيجي. وهي أيضًا أم الحالة الثالثة التي تعود إلى صبي يبلغ عام واحد من العمر مصاب بالمرض سابقًا. في لاباسا، وردت الحالة الرابعة عشرة التي تعود إلى زوجة الحالة التاسعة التي تبلغ 53 عام. خضعت للعزل قبل تأكيد تشخيصها الإيجابي بيومين.
في 7 أبريل، أكدت فيجي الحالة الخامسة عشرة فيها، رجل يبلغ 33 عام من لاوتوكا. إذ ارتبطت إصابته مع الحالة الأولى للمسافر. وهو زوج الحالة الخامسة. أفاد مفوض الشرطة سيتيفيني كيليهو بإجراء تحقيق حول الإصابة الأولى بكوفيد-19 التي تعود إلى المسافر من لاوكوتا الذي يبلغ 27 عام والحالة التاسعة التي تعود إلى رجل يبلغ 53 عام من لاباسا، وذلك بشأن ادعاءات بخرق قوانين الصحة العامة.
في 10 أبريل، أكدت فيجي الحالة السادسة عشرة فيها، أنثى تبلغ 9 أعوام من أحفاد الحالة التاسعة في لاباسا إذ أُحيلت إلى مشفى لاباسا.
في 16 أبريل، أكدت فيجي الحالة السابعة عشرة فيها، ذكر يبلغ 21 عام من أقرباء الحالة التاسعة في لاباسا. أعلن رئيس الوزراء فرانك باينيماراما عن بقاء المدارس مغلقة حتى 15 يونيو. أعلن أيضًا عن تمديد فترة الحجر الصحي إلى 28 يوم كامل، شمل ذلك جميع الأشخاص الخاضعين للحجر الصحي حديثًا وأولئك الذين يمضون فترة 14 يوم في الوقت الحالي.
في 20 أبريل، أكدت فيجي الحالة الثامنة عشرة فيها، مواطنة من فيجي تبلغ 51 عام مقيمة في با. عادت من الولايات المتحدة في 22 مارس. في الوقت نفسه، شُفي ثلاثة أشخاص وخرجوا من المشفى.

### مايو 2020
في 2 مايو، أكد رئيس الوزراء فرانك باينيماراما حالتي شفاء إضافيتين مع معدل شفاء بلغ 78%.
في 8 مايو، مددت خطوط فيجي الجوية تعليق رحلات الطيران جميعها حتى نهاية يونيو نظرًا إلى تأثير جائحة كوفيد-19 الطويل.
في 15 مايو، أكد رئيس الوزراء فرانك باينيماراما حالة شفاء إضافية مشيرًا إلى استمرار ساعات حظر التجول.

### يونيو 2020
في 5 يونيو، أكد رئيس الوزراء فرانك باينيماراما شفاء الحالات الثلاث النشطة المتبقية مع معدل شفاء بلغ 100%. مددت وزيرة التعليم عطلة المدارس لمدة أسبوعين إضافيين مع تاريخ إعادة فتح متوقع في 30 يونيو.
في 21 يونيو، أعلنت فيجي عن تخفيف قيودها الخاصة بكوفيد-19 كجزء من جهودها في إعادة انتعاش الاقتصاد. أعلن رئيس الوزراء فرانك باينيماراما عن ساعات حظر تجول جديدة على مستوى الدولة من الساعة 11:00 مساءً حتى الساعة 4:00 صباحًا اعتبارًا من 22 يونيو. ازداد العدد المسموح للتجمعات التي تشمل حفلات الزفاف، والجنازات، والمقاهي، والمطاعم ودور العبادة من 20 إلى 100 شخص. سُمحت إعادة افتتاح صالات الرياضة، ومراكز اللياقة، ودور السينما والمسابح في 22 يونيو، لكن بقيت النوادي الليلية مغلقة. فُتحت المدارس لطلاب السنتين 12 و13 في 30 يونيو، وسُمح للجامعات أيضًا بإعادة فتح صفوفها المباشرة وجهًا لوجه. أعلن رئيس الوزراء عن خطة بولا بابل لبعض دول جزر المحيط الهادئ بالإضافة إلى أسواق السياحة الأسترالية والنيوزلندية. نصت الخطة على تقديم المسافرين شهادة طبية تابعة لمؤسسة طبية معترف بها من أجل إثبات خضوعهم للحجر الصحي لمدة 14 يوم في وطنهم، إلى جانب إثباتهم نتيجة سلبية بكوفيد-19 خلال آخر 24 ساعة من وصولهم إلى فيجي، أو إكمالهم الحجر الصحي لمدة 14 يوم في فيجي على حسابهم الخاص، إذ يمكنهم بعد ذلك استكمال خطة بولا بابل الخاصة بهم.
في 30 يونيو، فرضت فيجي الحجر الصحي على 160 فيجي من جنود حفظ السلام العائدين من سيناء في مصر. أعربت القوات الحربية عن قلقها من إمكانية اختلاط بعض قواتها مع أفراد مصابين بكوفيد-19.

### يوليو 2020
في 1 يوليو، وصل 112 مواطن فيجي من نادي في رحلة عودة من الهند. أُحيل المواطنون العائدون إلى منشأة الحجر الصحي الممولة من قبل الحكومة. توفي مواطن فيجي على متن رحلة الطيران التي تديرها غارودا إندونيسيا. كانت نتيجته سلبية بكوفيد-19 قبل صعوده الطائرة من نيو دلهي في الهند.
في 6 يوليو، أكدت فيجي الحالة التاسعة عشرة لكوفيد-19. مواطن فيجي يبلغ 66 عام عائد من الهند. أُحيل إلى مشفى نادي ليخضع إلى الحجر الصحي.
في 7 يوليو، أكدت فيجي حالتي إصابة بكوفيد-19. تعود الحالة العشرون إلى رجل يبلغ 37 عام وهو ابن الحالة التاسعة عشرة التي تعود إلى رجل يبلغ 66 عام. بينما ترجع الحالة الأخرى لامرأة تبلغ 36 عام، وقد عادت كلا الحالتين من الهند.

## تأثيرات الجائحة
شهدت كل من لاوتوكا وسوفا ولاباسا موجة من هلع الشراء إذ انتشر المتسوقون في مختلف أسواق السوبرماركت.
خفض البنك الاحتياطي في فيجي معدل الفائدة ليوم واحد (أو بّي آر) إلى 0.25 بالمائة من 0.50 بالمائة.
أفادت فيجي للسياحة بانخفاض ثقة العملاء الراغبين بالسفر بشكل كبير.
توقع البنك الاحتياطي أن يشهد الاقتصاد المحلي فترة ركود بعد عقد من النمو الاقتصادي.
تشهد صناعة البناء تراجعًا بسبب نفاذ المواد الخام.
تواجه الممرضات تحديات نفسية وجسدية غير مسبوقة.
ارتفع عدد حالات العنف المنزلي التي يتلقاها المركز الإغاثي للنساء في فيجي خلال الإغلاق التام لمواجهة كوفيد-19.
أصبحت تجارة المقايضة شائعة في مجموعة على فيسبوك باسم «بارتر فور أ بيتر فيجي» إذ تبنى الفيجيون حركة تجارة غير نقدية.
وصل عدد العمال المتأثرين بجائحة كوفيد-19 في فيجي إلى 115,000 عامل فيجي حسب تقديرات منظمة العمل الدولية.

## ملخص الحالات
- الحالة الأولى: ذكر يبلغ 27 عام من لاوتوكا.
- الحالة الثانية: أنثى تبلغ 47 عام من لاوتوكا.
- الحالة الثالثة: ذكر يبلغ 1 عام من لاوتوكا.
- الحالة الرابعة: ذكر يبلغ 28 عام من ناسينو.
- الحالة الخامسة: أنثى تبلغ 30 عام من لاوتوكا.
- الحالة السادسة: أنثى تبلغ 22 عام من سوفا.
- الحالة السابعة: ذكر يبلغ 33 عام من سوفا.
- الحالة الثامنة: أنثى تبلغ 39 عام من لاوتوكا.
- الحالة التاسعة: ذكر يبلغ 53 عام من لاباسا.
- الحالة العاشرة: أنثى تبلغ 20 عام من نادي.
- الحالة الحادية عشرة: أنثى تبلغ 26 عام من لاباسا.
- الحالة الثانية عشرة: أنثى تبلغ 11 عام من سوفا.
- الحالة الثالثة عشرة: أنثى تبلغ 21 عام من لاوتوكا.
- الحالة الرابعة عشرة: أنثى تبلغ 53 عام من لاباسا.
- الحالة الخامسة عشرة: ذكر يبلغ 33 عام من لاوتوكا.
- الحالة السادسة عشرة: أنثى تبلغ 9 أعوام من لاباسا.
- الحالة السابعة عشرة: ذكر يبلغ 21 عام من لاباسا.
- الحالة الثامنة عشرة: أنثى تبلغ 51 عام من با.
- الحالة التاسعة عشرة: ذكر يبلغ 66 عام من نادي.
- الحالة العشرون: ذكر يبلغ 37 عام من نادي.
- الحالة الحادية والعشرون: أنثى تبلغ 36 عام من نادي.

المصدر: وزارة الصحة والخدمات الطبية
| حالات كوفيد-19 في فيجي حسب الجنس |                 |          |
| الوفيات                          | الحالات المؤكدة | الجنس    |
| 0                                | 12              | إناث     |
| 0                                | 9               | ذكور     |
| 0                                | 21              | الإجمالي |

| حالات كوفيد-19 في فيجي حسب المجموعات العمرية |                 |                  |
| الوفيات                                      | الحالات المؤكدة | المجموعة العمرية |
| 0                                            | 2               | 0 إلى 9          |
| 0                                            | 1               | 10 إلى 19        |
| 0                                            | 7               | 20 إلى 29        |
| 0                                            | 6               | 30 إلى 39        |
| 0                                            | 1               | 40 إلى 49        |
| 0                                            | 3               | 50 إلى 59        |
| 0                                            | 1               | 60 إلى 69        |
| 0                                            | 21              | الإجمالي         |

إحصائيات
| حالات كوفيد-19 في فيجي حسب الموقع |                 |          |
| الوفيات                           | الحالات المؤكدة | الموقع   |
| 0                                 | 7               | لاوتوكا  |
| 0                                 | 5               | لاباسا   |
| 0                                 | 4               | نادي     |
| 0                                 | 3               | سوفا     |
| 0                                 | 1               | ناسينو   |
| 0                                 | 1               | با       |
| 0                                 | 21              | الإجمالي |